# Aphis myopori
Aphis myopori är en insektsart. Aphis myopori ingår i släktet Aphis och familjen långrörsbladlöss. Inga underarter finns listade i Catalogue of Life.